# إدريس عيسى
إدريس عيسى (1956 -) هو كاتب وشاعر مغربي.

## حياته ونشأته
من مواليد سنة 1956، في القنيطرة. حاصل على إجائزة في اللغة العربية وآدابها، ثم على شهادة الدروس المعمقة من كلية آداب الرباط. يشتغل بالتعليم الثانوي بالقنيطرة. التحق بإتحاد كتاب المغرب سنة 1990. ينشر شعره في صحف: البلاغ، الاتحاد الاشتراكي، العلم، أنوال، ومجلات: الناقد (اللندنية)، ومواقف (الباريسية)، والكرمل (القبرصية). هو الآن مفتش اللغة العربية.

## من مؤلفاته
- امرأة من أقصى الريح : شعر، منشورات رياض الريس، لندن، 1990[3][4]

## الجوائر
- حائز على جائزة الناقد برسم سنة 1989 .[5]
- حصل على جائزة يوسف الخال، عن ديوانه (امرأة من أقصى الريح) سنة 1989

## وصلات داخلية
- قائمة كتاب المغرب
- اتحاد كتاب المغرب
- قائمة الكتب المنشورة في المغرب سنة 2008